# Mats Trygg
Mats Trygg (* 1. Juni 1976 in Oslo) ist ein ehemaliger norwegischer Eishockeyspieler, der im Verlauf seiner Karriere unter anderem für die Iserlohn Roosters, Kölner Haie und Hamburg Freezers in der Deutschen Eishockey Liga (DEL) sowie in den höchsten Spielklassen Norwegens und Schwedens aktiv war. Seit der Saison 2022/23 ist er Assistenztrainer bei Vålerenga in der EliteHockey Ligaen. Trygg gehört zu den Rekordspielern der norwegischen Eishockeynationalmannschaft.

## Karriere
Mats Trygg begann seine Karriere als Eishockeyspieler bei Manglerud Star Ishockey. Von dort aus wechselte er zu den Spektrum Flyers, für deren Profimannschaft er von 1994 bis 1996 in der GET-ligaen, der höchsten norwegischen Spielklasse, aktiv war. Nach drei Jahren bei dessen Ligarivalen – und seinem Ex-Verein – Manglerud Star Ishockey, spielte er von 1999 bis 2005 für Färjestad BK in der schwedischen Elitserien. Mit der Mannschaft aus Karlstad wurde er in der Saison 2001/02 erstmals in seiner Laufbahn Schwedischer Meister, woraufhin er ebenfalls zum ersten Mal zu Norwegens Spieler des Jahres gewählt wurde. Zudem wurde er mit Färjestad BK in den Jahren 2001, 2003, 2004 und 2005 jeweils Vizemeister.
Zur Saison 2005/06 unterschrieb Trygg einen Vertrag bei den Iserlohn Roosters aus der Deutschen Eishockey Liga, bei denen auch sein Landsmann Martin Knold, der schon ein Jahr eher ins Sauerland gewechselt war, unter Vertrag stand. Nach nur einem Jahr bei den Roosters unterschrieb Trygg einen Zweijahresvertrag bei den Kölner Haien, welchen er während der Spielzeit 2007/08 bis 2010 verlängerte. Mit den Haien wurde der Norweger im selben Jahr nach der verlorenen Finalserie gegen die Eisbären Berlin Vizemeister. Zur Saison 2010/11 verließ er die Haie und unterschrieb einen Einjahresvertrag bei deren Ligarivalen Hamburg Freezers. Dort gehörte er zu den Stammspielern, verließ den Verein nach der verpassten Qualifikation für die Playoffs am Saisonende jedoch bereits wieder und lief zwischen 2011 und 2013 für den schwedischen Elitserien-Teilnehmer HV71 auf.
Zwischen 2013 und 2018 lief er für den Lørenskog IK auf, teilweise als Mannschaftskapitän. Es folgten zwei Jahre bei Vålerenga Ishockey, ehe er im Alter von 44 Jahren zu Manglerud zurückkehrte. Dort war er bis 2022 bereits mitspielender Co-Trainer, ehe er seine Spielerkarriere endgültig beendete. Seit der Saison 2022/23 ist er als Assistenztrainer wieder bei Vålerenga tätig.

### International
Für Norwegen nahm Trygg im Juniorenbereich an der U18-Junioren-Europameisterschaft 1994 sowie den U20-Junioren-B-Weltmeisterschaften 1994 und 1995 teil. Im Seniorenbereich stand er im Aufgebot seines Landes bei den B-Weltmeisterschaften 2002, 2003, 2004 und 2005 sowie bei den A-Weltmeisterschaften 1999, 2000, 2001, 2006, 2007, 2008, 2009, 2012, 2013, 2014, 2015 und 2016. Zudem trat er für Norwegen bei den Olympischen Winterspielen 2010 in Vancouver sowie bei den Olympischen Winterspielen 2014 in Sotschi an. Damit ist er der Spieler mit den zweitmeisten Länderspielen für Norwegen bei internationalen Turnieren.

## Erfolge und Auszeichnungen
| - 2001 Schwedischer Vizemeister mit Färjestad BK - 2002 Schwedischer Meister mit Färjestad BK - 2002 Norwegens Spieler des Jahres - 2003 Schwedischer Vizemeister mit Färjestad BK - 2004 Schwedischer Vizemeister mit Färjestad BK | - 2005 Schwedischer Vizemeister mit Färjestad BK - 2008 Teilnahme am DEL All-Star Game - 2008 Deutscher Vizemeister mit den Kölner Haien - 2008 Gullpucken - 2014 GET-ligaen All-Star-Team |

### International
- 2005 Aufstieg in die Top-Division bei der Weltmeisterschaft der Division I
- 2012 Torgefährlichster Verteidiger (5 Tore) bei der Weltmeisterschaft

## Karrierestatistik

### International
Vertrag Norwegen bei:
| - U18-Junioren-Europameisterschaft 1994 - U20-B-Weltmeisterschaft 1994 - U20-B-Weltmeisterschaft 1995 - Weltmeisterschaft 1997 - B-Weltmeisterschaft 1998 - Weltmeisterschaft 1999 - Weltmeisterschaft 2000 - Qualifikationsturnier für die Olympischen Winterspiele 2002 - Weltmeisterschaft 2001 - Weltmeisterschaft der Division I 2002 - Weltmeisterschaft der Division I 2003 - Weltmeisterschaft der Division I 2004 - Qualifikationsturnier für die Olympischen Winterspiele 2006 | - Weltmeisterschaft der Division I 2005 - Weltmeisterschaft 2006 - Weltmeisterschaft 2007 - Weltmeisterschaft 2008 - Qualifikationsturnier für die Olympischen Winterspiele 2010 - Weltmeisterschaft 2009 - Olympische Winterspiele 2010 - Weltmeisterschaft 2012 - Weltmeisterschaft 2013 - Olympische Winterspiele 2014 - Weltmeisterschaft 2014 - Weltmeisterschaft 2015 - Weltmeisterschaft 2016 |

(Legende zur Spielerstatistik: Sp oder GP = absolvierte Spiele; T oder G = erzielte Tore; V oder A = erzielte Assists; Pkt oder Pts = erzielte Scorerpunkte; SM oder PIM = erhaltene Strafminuten; +/− = Plus/Minus-Bilanz; PP = erzielte Überzahltore; SH = erzielte Unterzahltore; GW = erzielte Siegtore; 1 Play-downs/Relegation; Kursiv: Statistik nicht vollständig)

## Familie
Mit seinem Zwillingsbruder Marius Trygg spielte Mats Trygg zu Beginn der Karriere bei den Spektrum Flyers, Manglerud Star und Färjestad zusammen. Dann entwickelten sich ihre Karrieren auseinander, bis sie 2013 bei Lørenskog wieder zusammentrafen. Mit seinem jüngeren Bruder Mathias Trygg spielte er zwischen 2020 und 2022 bei Manglerud zusammen in einer Mannschaft.